# سینویت
سینویت (انگلیسی: Synovate) شرکت خدمات حرفه‌ای بریتانیایی است، که در سال ۲۰۰۰ تأسیس شد.